# Andrzej Mientus
Andrzej Mientus (ur. 4 sierpnia 1958) – polski piłkarz ręczny, bramkarz, brązowy medalista Mistrzostw Świata (1982), mistrz Polski (1982).

## Kariera sportowa
Jego pierwszym klubem był zespół Stali Zawadzkie (1972-1976), zdobył z nim brązowy medal mistrzostw Polski juniorów, w latach 1976-1979 był zawodnikiem Gwardii Opole. Od 1979 do 1989 reprezentował barwy Śląska Wrocław. Z wrocławską drużyną zdobył mistrzostwo Polski w 1982 oraz pięć brązowych medali mistrzostw Polski (1981, 1983, 1986, 1988, 1989), a także trzykrotnie Puchar Polski (1981, 1982, 1989). Od 1989 do 1997 reprezentował barwy niemieckiego TV Hüttenberg.
Z młodzieżową reprezentacją Polski wystąpił na mistrzostwach świata w 1977 (7. miejsce). W reprezentacji Polski seniorów debiutował 17 marca 1978 w towarzyskim spotkaniu ze Szwajcarią. Jego największym sukcesem w karierze był brązowy medal mistrzostw świata w 1982, na turnieju był drugim bramkarzem po Andrzeju Szymczaku, ale został zapamiętany z doskonałej gry w II połowie meczu o brązowy medal z Danią. Wystąpił ponadto na zawodach Przyjaźń-84, zajmując z drużyną trzecie miejsce, a także mistrzostwach świata w 1986 (14. miejsce). Na tych ostatnich zawodach wystąpił ostatni raz w biało-czerwonych barwach - 6 marca 1986 w meczu z Kubą. Łącznie w I reprezentacji Polski zagrał w 79 spotkaniach.
Po zakończeniu kariery został rehabilitantem w klinice ortopedycznej w Bad Nauheim koło Frankfurtu nad Menem. Ma podwójne obywatelstwo, pracuje także jako trener bramkarzy w TV Hüttenberg.
6 czerwca 2008 został umieszczony w Galerii Gwiazd Piłki Ręcznej w Kępnie.
Jego siostrzeńcem jest Sławomir Szmal.